# Литературная критика
Литерату́рная кри́тика — область литературного творчества на грани искусства (художественной литературы) и науки о литературе (литературоведения).
Критика занимается истолкованием и оценкой произведений литературы с точки зрения современности (в том числе насущных проблем общественной и духовной жизни) и личных взглядов; выявляет и утверждает творческие принципы литературных направлений; оказывает активное влияние на литературный процесс, а также непосредственно на формирование общественного сознания; опирается на теорию и историю литературы, философию, эстетику. Часто носит публицистический, политико-злободневный характер, сплетается с журналистикой. Тесно связана со смежными науками — историей, политологией, языкознанием, текстологией, библиографией.

## История
Выделяется уже в эпоху античности в Греции и Риме, также в древней Индии и Китае как особое профессиональное занятие. Но долгое время имеет только «прикладное» значение. Задача её — дать общую оценку произведения, поощрить или осудить автора, рекомендовать книгу другим читателям.
В Европе, начиная с XVII века и до первой половины XIX века (Томас Карлейль, Шарль Сент-Бёв, Ипполит Тэн, Фердинанд Брюнетьер, Мэтью Арнолд, Георг Брандес).

### История русской литературной критики

#### До XVIII века
Элементы литературной критики появляются уже в письменных памятниках XI века. Собственно, как только кто-то выражает своё мнение о каком-либо произведении, мы имеем дело с элементами литературной критики.
В число произведений, содержащих такие элементы, входят:
- Слово некоего доброго старца о чтении книг (входит в Изборник 1076 года, иногда ошибочно называемый Изборником Святослава);
- Слово о законе и благодати митрополита Илариона, где есть рассмотрение Библии как литературного текста;
- Слово о полку Игореве, где в начале заявлено намерение петь новыми словами, а не по обыкновению «боянову» — элемент дискуссии с «бояном», представителем предыдущей литературной традиции;
- Жития ряда святых, которые были авторами значимых текстов;
- Письма Андрея Курбского Ивану Грозному, где Курбский попрекает Грозного слишком большой заботой о красоте слова, о плетении словес.

Значимые имена этого периода — Максим Грек, Симеон Полоцкий, Аввакум Петров (лит. произведения), Мелетий Смотрицкий.

#### XVIII век
Впервые в русской литературе слово «критик» употребил Антиох Кантемир в 1739 году в сатире «О воспитании», ещё по-французски — critique. В русском написании оно войдет в частое употребление в середине XIX в.
Литературная критика начинает развитие вместе с появлением литературных журналов. Первым таким журналом в России стали «Ежемесячные сочинения, к пользе и увеселению служащие» (1755). Первым российским автором, обратившимся к рецензии, считается Н. М. Карамзин, предпочитавший жанр монографической рецензии.
Характерные черты литературной полемики XVIII века:
- лингвостилистический подход к литературным произведениям (основное внимание уделяется погрешностям языка, преимущественно первая половина века, особенно свойственно выступлениям Ломоносова и Сумарокова);
- нормативный принцип (характерен для господствовавшего классицизма);
- вкусовой принцип (выдвинут в самом конце века сентименталистами).

#### XIX век
Историко-критический процесс происходит преимущественно в соответствующих разделах литературных журналов и других периодических изданий, поэтому тесно связан с журналистикой этого периода.
В первой половине века в критике преобладали такие жанры, как реплика, отклик, заметка, позже основными стали проблемная статья и обзор. Представляют большой интерес рецензии А. С. Пушкина — это краткие, написанные изящно и литературно, полемичные произведения, свидетельствовавшие о стремительном развитии русской литературы. Во второй половине преобладает жанр критической статьи или цикла статей, приближающегося к критической монографии.
Белинский и Добролюбов, наряду с «годовыми обозрениями» и крупными проблемными статьями, также писали рецензии. В «Отечественных записках» Белинский в течение нескольких лет вел рубрику «Русский театр в Петербурге», где регулярно давал отчеты о новых спектаклях.
Разделы критики первой половины XIX века складываются на базе литературных направлений (классицизм, сентиментализм, романтизм). В критике второй половины века литературные характеристики дополняются социально-политическими. В особый раздел можно выделить писательскую критику, которая отличается большим вниманием к проблемам художественного мастерства.
Известные литературные критики XIX века:
- Виссарион Григорьевич Белинский (1811—1848)
- Аполлон Александрович Григорьев (1822—1864)
- Павел Васильевич Анненков (1813, по другим данным 1812—1887)
- Николай Гаврилович Чернышевский (1828—1889)
- Николай Николаевич Страхов (1828—1896)
- Николай Александрович Добролюбов (1836—1861)
- Дмитрий Иванович Писарев (1840—1868)
- Николай Константинович Михайловский (1842—1904)
- Юрий Николаевич Говорухо-Отрок (1854—1896)

#### XX век
На рубеже XIX—XX веков активно развиваются промышленность и культура. По сравнению с серединой XIX века значительно ослабляется цензура, вырастает уровень грамотности. Благодаря этому, выпускается множество журналов, газет, новых книг, увеличиваются их тиражи. Литературная критика в эпоху модернизма также испытывает расцвет (появляется импрессионистическая, символистская, акмеистическая и футуристическая критики). Среди критиков большое количество писателей и поэтов — И. Анненский, Д. Мережковский, В. Соловьёв, В. Розанов, А. Блок, А. Белый, Вяч. Иванов, Н. Гумилёв, О. Мандельштам, М. Цветаева, М. Волошин, К. Чуковский и др.
Вместе с появлением немого кино рождается кинокритика. До революции 1917 г. выпускалось несколько журналов с рецензиями на фильмы.
Новый культурный всплеск модерна происходит в середине 1920-х гг. Закончилась гражданская война, и молодое государство получает возможность заняться культурой. На эти годы приходится расцвет советского авангарда. Творят К. Малевич, В. Маяковский, А. Родченко, Эль Лисицкий. Развивается и наука.
Крупнейшая традиция советской литературной критики первой половины XX в. — формальная школа — рождается именно в русле строгой науки. Главными её представителями считаются В. Шкловский, Б. Эйхенбаум, Ю. Тынянов и др. Настаивая на автономии литературы, идее независимости её развития от развития общества, отвергая традиционные функции критики — дидактическую, моральную, общественно-политическую, — формалисты были оппонентами другим литературно-критическим группам 1920 — нач. 1930-х гг.:
- марксистской и социалистической критике (РАПП, А. Луначарский, Л. Троцкий, А. Воронский),
- «кругу Бахтина»,
- а также психоаналитической критике (И. Ермаков)[1].

В последующие 1928—1934 гг. формулируются принципы социалистического реализма — официального стиля советского искусства. Критика становится карательным инструментом. В 1940 году был закрыт журнал «Литературный критик», распущена секция критики в Союзе писателей. Теперь критика должна была направляться и контролироваться непосредственно партией. Во всех газетах и журналах появляются колонки и отделы критики.
Многообразие литературно-критических групп 1920-х годов сходит в 1930-е на нет. Вплоть до периода «оттепели» в сер. 1950—1960-х гг. монопольное положение занимает партийная соцреалистическая критика.
«Оттепельная» критика 1950—1960-х годов представлена в первую очередь двумя оппозиционным лагерями: 1) демократической критикой (М. Щеглов, В. Померанцев, М. Лифшиц, Ф. Абрамов, В. Лакшин, Б. Сарнов, В. Кардин, И. Роднянская, А. Синявский, А. Чудаков, М. Чудакова), публиковавшейся в журнале «Новый мир» и 2) ортодоксальной критикой, публиковавшейся в журнале «Октябрь».
Позже, в 1970-х годах, появляются «националистическая» («патриотическая») критика (журнал «Молодая гвардия»), представленная именами В. Кожинова, П. Палиевского, В. Чалмаева, М. Лобанова, В. Бондаренко и др., а также «эстетическая» критика (С. Чупринин, Н. Иванова, В. Ерофеев, И. Шайтанов).
Кроме того, в период 1954—1970-х гг. формируется неофициальная советская литературная критика, которая становится частью более масштабного феномена «неофициальной культуры» СССР («андеграунд»). Основные статьи публиковались в самиздатовских журналах «Часы», «37», «Вече», «Митин журнал», «Обводный канал», «Северная почта», «Транспонанс». Появляются критические работы В. Кривулина, Б. Иванова, К. Бутырина, Вен. Ерофеева, В. Эрля, М. Мейлаха, Б. Гройса, В. Папперного, М. Эпштейна, Д. А. Пригова и др.
«Перестроечная» критика к. 1980-х — нач. 1990-х гг. характеризуется публицистичностью, злободневностью, в это время активно обсуждаются тексты «возвращённой литературы», русского постмодернизма 1970—1980-х гг., появляется ряд метакритических высказываний (о значении и функциях самой литературной критики). Центром литературно-критического пространства в это время становятся «толстые журналы», чьи тиражи достигают пика именно в период с 1986 по 1990 гг.
В критике 1990-х годов в ситуации свободной дискуссии (по вопросам идеологии, эстетики, философии) существенную роль начинает играть поколенческий фактор. В это время работают несколько поколений критиков:
1. Старшее поколение («шестидесятники»), которому свойственен миссионерский пафос, вера в социальную роль литературы. (Л. Аннинский, И. Золотусский, В. Кожинов, С. Куняев, С. Рассадин, И. Роднянская, Б. Сарнов).
2. Среднее поколение («сорокалетние»), сложившееся в 1970-е, в эпоху застоя, среди критиков этого поколения нет чувства принадлежности какой-то одной группе (в отличие от шестидесятников). Многие из них заново открыли русский формализм (хотя этот процесс начался еще в 1960-е) и структурализм. (С. Чупринин, М. Эпштейн, В. Ерофеев, А. Генис, П. Вайль, Н. Иванова).
3. Младшее поколение («тридцатилетние»). Начали регулярно публиковаться в середине или даже в конце 1980-х, среди них можно выделить критиков и реалистического, и постмодернистского, и неоакадемического (филологического) направлений (А. Агеев, А. Архангельский, А. Немзер, П. Басинский, О. Дарк, М. Золотоносов, А. Казинцев, Вяч. Курицын, Д. Быков, М. Липовецкий, Д. Кузьмин, А. Скидан, Б. Дубин, О. Юрьев, М. Айзенберг, С. Львовский, Е. Фанайлова, М. Берг и др.)[1].

#### XXI век
В 2000-х, а особенно в начале 2010-х годов усиливается раскол между традиционалистской и либеральной («младофилологической») критиками; первая наследует «шестидесятнической», реальной и почвеннической линии литературной критики, а вторая — линии русского формализма, структурализма, неофициальной советской критики, а также зарубежной традиции «новой критики».
С позиций новой традиционалистской критики в 2009 году выступили участницы литературно-критической группы «ПоПуГан» — Е. Погорелая, В. Пустовая и А. Ганиева. Участницы этой группы проявляют интерес к литературе «нового реализма» (З. Прилепин, С. Шаргунов, Р. Сенчин).
Основными платформами «либеральной» (хотя и идеологические, и стилистические различия между этими критиками могут быть довольно существенными) критики являются научный журнал «Новое литературное обозрение», журнал поэзии «Воздух» и интернет-издание Colta.ru. Основные имена: С. Львовский, А. Житенев, Д. Давыдов, Б. Дубин, Е. Вежлян, А. Скидан, М. Айзенберг, Е. Фанайлова, А. Голубкова, К. Корчагин, И. Гулин, Д. Ларионов, Л. Оборин). Также с 2005 года в Санкт-Петербурге издается литературно-критический альманах «Транслит», объединяющий самых разных теоретиков литературы, критиков и собственно авторов; наиболее важными идейно-философскими и методологическими базами альманаха являются критическая теория, деконструктивизм и левая идея. Но на фоне всех новаторств крупные общественно-политические издания продолжают публиковать рубрики с литературной критикой, в которых все обозреватели применяют различные подходы к критике произведений. Например, в «Литературной газете» это прослеживается в рубриках, которыми руководят Максим Замшев или Юрий Поляков, в «Независимой газете» примерами тому являются работы Андрея Щербака-Жукова и Евгения Лесина, в «Московской правде» тому свидетельствует приложение «Книга в Москве» где регулярно публикуются рецензии Игоря Воеводина или Никиты С. Митрохина.

## Жанры литературной критики
- рецензия
- критическая статья об отдельном произведении,
- проблемная статья
- критическая монография о современном литературном процессе.
- обозрение

## Школы литературной критики
- Чикагская школа, также известная под названием «неоаристотелевской».
- Йельская школа деконструктивистской критики.
- Натуральная школа
- Реальная критика